# Liste der Monuments historiques in Courtenot
Die Liste der Monuments historiques in Courtenot führt die Monuments historiques in der französischen Gemeinde Courtenot auf.

## Liste der Immobilien
| Bezeichnung               | Beschreibung           | Standort               | Kennzeichnung | Schutzstatus | Datum | Bild           |
| ------------------------- | ---------------------- | ---------------------- | ------------- | ------------ | ----- | -------------- |
| Kirche St-Pierre-ès-Liens | ab dem 12. Jahrhundert | Rue de l’Église (Lage) | PA00078092    | Inscrit      | 1926  | weitere Bilder |

## Liste der Objekte
| Bezeichnung                  | Beschreibung            | Standort                                | Kennzeichnung | Schutzstatus | Datum | Bild |
| ---------------------------- | ----------------------- | --------------------------------------- | ------------- | ------------ | ----- | ---- |
| Kirchenfenster Taufe Christi | aus dem 16. Jahrhundert | in der Kirche St-Pierre-ès-Liens (Lage) | PM10000632    | Classé       | 1913  |      |